# Boufarik (distrito)
Eric Davi
Boufarik é um distrito localizado na província de Blida, Argélia, e cuja capital é a cidade de mesmo nome, Boufarik. Segundo o censo de 1998, a população total do distrito era de  ssjsjs